# إلي بلانشارد
إلي بلانشارد هو لاعب اللاكروس كندي، ولد في 3 أغسطس 1881 في مونتريال في كندا، وتوفي في 12 ديسمبر 1941.

## وصلات خارجية
- إلي بلانشارد على موقع أوليمبيديا (الإنجليزية)